# Cementerio de São João Batista
El Cementerio de São João Batista es un cementerio municipal multiconfesional ubicado en la ciudad de Río de Janeiro, Brasil. Está administrado desde agosto del 2014 por la concesionaria privada Rio Pax. Anteriormente era gerenciado por la Santa Casa de la Misericordia de Río de Janeiro. Está ubicada en el barrio de Botafogo, siendo el único cementerio de la Zona Sur de esa ciudad. Posee cerca de 25 mil tumbas con aproximadamente 65 mil cuerpos sepultados en su mayoría católicos. Por su importancia histórica y artística, el São João Batista es considerado una atracción turística carioca constando como tal en las guías culturales de la ciudad. Es, junto con el Cementerio de la Consolación de São Paulo, una de las principales referencias del arte funerario en Brasil.
El 5 de octubre de 2015 se convirtió en el primer cementerio de América Latina en entrar a Google Street View, permitiendo la realización de una visita virtual por su interior. Además de ello, algunas tumbas de personalidades famosas recibieron placas con código QR que permiten obtener información sobre sus ocupantes.

## Historia
El cementerio fue creado sobre la base del decreto N.º 842 del 16 de octubre de 1851 que autorizó a la Santa Casa de Misericordia administrar los cementerios de la ciudad. Fue oficialmente inaugurado el 4 de diciembre de 1852. El primer entierro en él fue una niña de cuatro años llamada Rosana, hija del comerciante Cândido Maria da Silva realizado el 6 de diciembre de 1851. Hasta junio de 1855 se realizarin más de 412 entierros, en su mayoría de víctimas de una epidemia de fiebre amarilla. En los años siguientes se realizaron los traslados de diferentes tumbas provenientes de iglesias u otros cementerios pequeños como los restos del poeta Álvares de Azevedo, originalmente enterrado en un cementerio en la Praia da Saudade, destruido por una marejada.
El cementerio ocupa una extensa área cuyo frente da a la rúa General Polidoro con una extensión de 333.5 metros de frente hasta las faldas del Morro de São João, siendo que la parte plana de su superficie es de 183,123 metros cuadrados. Por su interior corre canalizado el río Berquó. El proyecto de su portón monumental es de autoría del arquitecto Francisco Joaquim Béthencourt da Silva. Es uno de los cementerios brasileños más decorados con centenas de mausoleos y tumbas artísticas. En su centro hay una capilla dedicada a San Juan Bautista. Posee un pabellón reservado para las tumbas de las Hermanas de la Caridad de San Vicente de Paúl, como forma de gratitud de la Santa Casa de Misericordia a las hermanas que atendían a los enfermos e internados en esa institución. Ahí también están las criptas de la Academia Brasileña de Letras, de los soldados brasileños muertos durante la Primera Guerra Mundial, de los aviadores de Brasil, de los marineros del Acorazado São Paulo, muertos durante la Revolución de 1924, y de los veteranos de la Fuerza Expedicionaria Brasileña (FEB).
La vía São João Batista, principal del cementerio, es llamada jocosamente como "Vieira Souto", en referencia a la lujosa avenida que margina la playa de Ipanema. En ella se encuentran algunas de las tumbas más visitadas como la de Tom Jobim, Luis Carlos Prestes y Santos Dumont, además de mausoleos notables. 
Por el gran número de personalidades que están sepultadas ahí, se hizo conocido como "el cementerio de las estrellas". Es también la necrópolis que alberga más tumbas de jefes de Estado en Brasil con, por lo menos, ocho presidentes brasileños, varios primeros ministros del Imperio y hasta un exjefe de Gobierno extranjero (Marcello Caetano, ex-Presidente del Consejo de Ministros de Portugal).

## Actualidad
El cementerio sufrió a lo largo de décadas con el descuido de su antigua administradora, la Santa Casa de Misericórdia. Vandalismo como pintas, robo de adornos de metal y profanación de tumbas eran recurrentes. En el 2011, denuncias de venta ilegal de tumbas comenzaron a aparecer en la prensa y hasta de mausoleos vaciados y revendidos con el desconocimiento de sus propietarios originales.
Sobre la base de estas denuncias, el Ministerio Público del Estado de Río de Janeiro empezó a investigar la ocupación ilegal de espacios, donde el trazado originales de las vías fue alterado y ocupado con más tumbas, además de problemas relacionados con la contaminación de la napa freática de Botafogo. Las acusaciones contra la Santa Casa aceleraron la decisión de la alcaldía de dar en concesión a empresas privadas la administración de los cementerios públicos. Sin embargo, el cambio de administración no detuvo las irregularidades.